# 幻影病毒科
幻影病毒科（学名：Phasmaviridae）为布尼亞病毒目的一个科。

## 下级分类
本科包括以下属：
- Feravirus
- Hymovirus
- Jonvirus
- Orthophasmavirus
- Sawastrivirus
- Wuhivirus